# یواس‌اس دیچانکو (ای‌پی‌دی-۱۲۳)
یواس‌اس دیچانکو (ای‌پی‌دی-۱۲۳) (به انگلیسی: USS Diachenko (APD-123)) یک کشتی بود که طول آن ۳۰۶ فوت (۹۳ متر) بود. این کشتی در سال ۱۹۴۴ ساخته شد.